# Wijnbouw in Australië

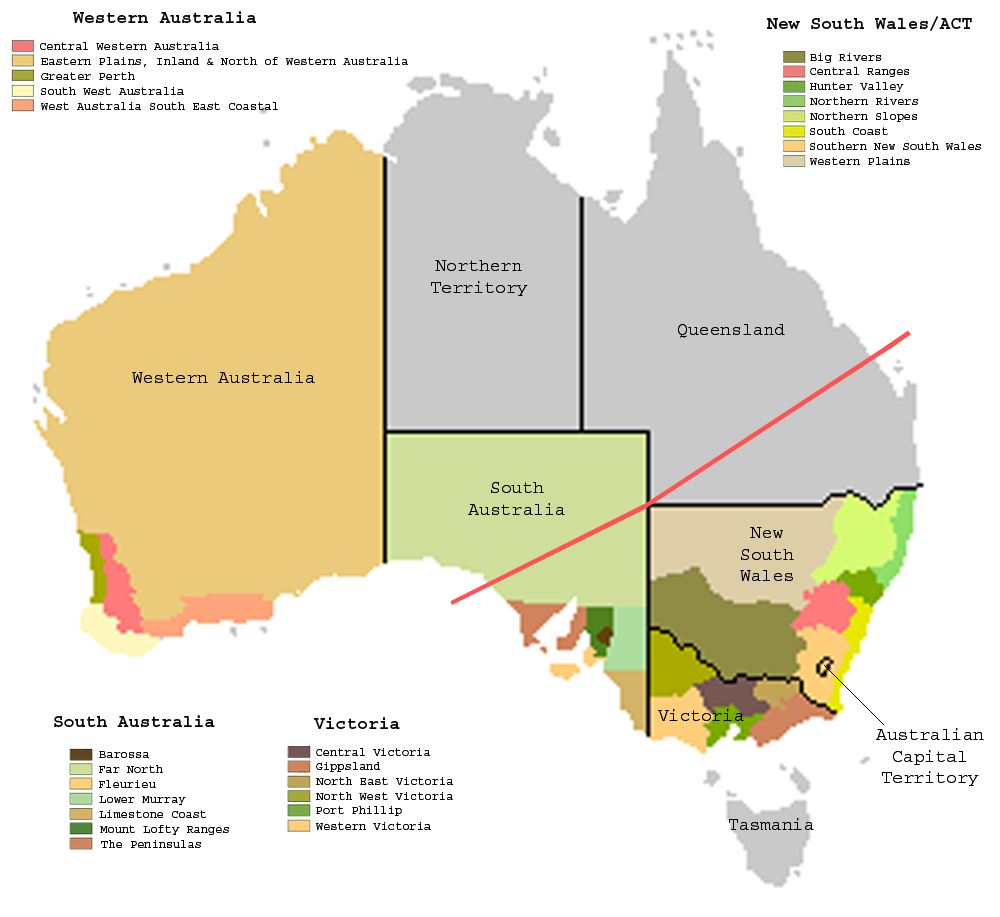
De wijnzones van Australië

Wijnbouw in Australië vindt hoofdzakelijk plaats in de deelstaten New South Wales, Victoria, het aansluitende zuidelijke deel van Zuid-Australië en helemaal in het westen de zuidwesthoek van West-Australië.
Australië is een warm tot heet continent. Wijnbouw is alleen mogelijk langs de zuidkust. Daar is het klimaat milder vanwege de zuidelijker breedtegraad, vergelijkbaar met de Middellandse Zee. Koelende invloed van de oceaan door stromingen van de Zuidelijke IJszee dragen hier aan bij. Desalniettemin zoeken de wijnproducenten steeds naar hogere - dus koelere - gebieden iets meer landinwaarts, waar wijnbouw mogelijk zou kunnen zijn. In Australië worden veel wijngaarden geïrrigeerd.
Er is nog geen officieel classificatiesysteem. In 2007 werd ongeveer 10 miljoen hectoliter wijn geproduceerd. Hiervan werd zo’n 40% geëxporteerd. Behalve wijndruiven worden er vooral ook veel tafeldruiven verbouwd.

## Geschiedenis
Eind 18e eeuw kwamen met de eerste kolonisten de eerste druivenstokken naar Australië. Met betere aanplant van druivenrassen en moderne vinificatiemethoden werd de wijnbouw begin jaren 60 van de twintigste eeuw tot ontwikkeling gebracht. Pioniers van de wijnbouw waren vooral Zwitsers, met name het gebied rondom Melbourne, en Duitsers in de gebieden nabij Adelaide. De Phylloxera druifluis heeft eind 19e eeuw voornamelijk in de deelstaat Victoria veel schade aangericht.
In Australië maakt men vele soorten wijn. Aanvankelijk waren dat eenvoudige tafel- en zoete dessertwijnen, tegenwoordig worden meer kwaliteitswijnen gemaakt. Er worden wijnen verkocht onder de namen Chablis, Port, Sherry en Champagne. Deze namen duiden op het karakter van de wijn en mogen vaak niet met deze naam op de Europese markt komen vanwege beschermde herkomstbenamingen zoals bijvoorbeeld in Frankrijk.
In 2013 was ongeveer 133.000 hectare met wijndruiven beplant. Dit is een daling ten opzichte van 2009 toen nog 157.000 hectare voor dit doel in gebruik was. De wijndruifproducenten hebben het financieel moeilijk en ruim driekwart draait met verlies. Tussen 1999 en 2014 daalde de prijs van boven de 700 AUD per ton tot tussen de 400 en 500  AUD.

## Wijngebieden
Veruit het grootste wijnbouwgebied is Zuid-Australië, waar bijna 50% van alle druiven worden geoogst, gevolgd door Murray Darling-Swan Hill met een kwart en New South Wales, exclusief het wijngebied Murray Darling-Swan Hill, met iets minder dan een kwart. De overige wijnbouwgebieden zijn klein en leveren in totaal minder dan 3% van alle wijndruiven.
Hieronder enkele belangrijke wijngebieden in de volgende deelstaten.
Zuid-Australië

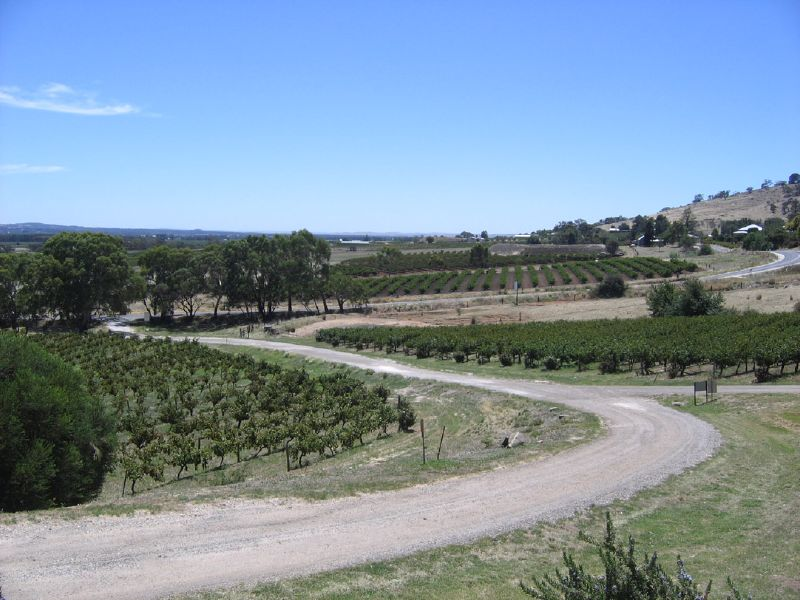
Barossa Valley Zuid-Australië

Nabij Adelaide wordt veel wijn verbouwd. De stad zelf treedt op als wijnhoofdstad. Belangrijk zijn de wijnen uit het noordelijker gelegen Barossa Valley, Clare Vale en ten zuiden van de stad Southern Vales met een mild zeeklimaat.
New South Wales

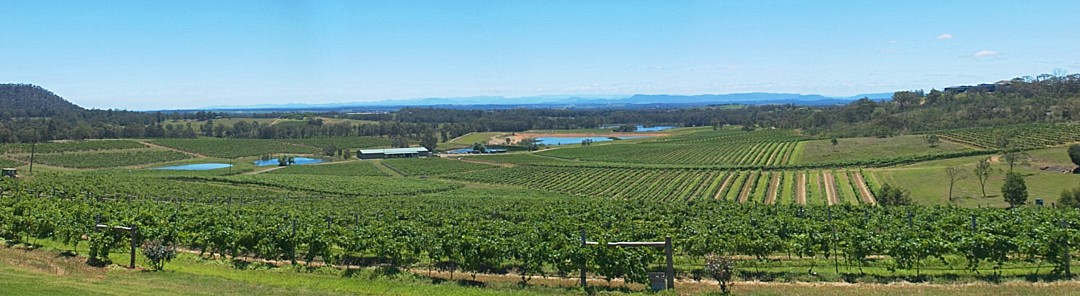
Hunter Valley

Hunter Valley ligt 150 kilometer ten noorden van Sydney. Hier liggen de noordelijkste wijngaarden waar kwaliteitswijnen gemaakt worden.

Murrumbidgee regio ligt ruim 300 kilometer ten westen van Sydney. Het is een gebied waar verscheidene soorten landbouw plaatsvindt. Water van de Murrumbidgeerivier wordt voor irrigatie gekanaliseerd door het gebied geleid. Mudgee is een klein maar iets koeler gebied dan de Hunter Valley, hoger in de bergen gelegen.
Victoria

De wijngebieden liggen versnipperd door de deelstaat. Deels is dit gekomen door de verwoesting van de druifluis, maar ook het juiste microklimaat is waar men hier nog steeds naar op zoek is. De Yarra Valley, even ten noorden van Melbourne blijkt in elk geval bijzonder gunstig te zijn.
West-Australië

Uit de Swan River Valley ten noorden van Perth komen voornamelijk dessertwijnen en droge witte wijnen.

250 Kilometer ten zuiden van Perth, nabij het plaatsje Margaret River en de Cape Mentelle, ligt een grote cluster van wijngaarden die vooral profiteren van de koele oceaanwinden.

Nog eens 250 kilometer, maar dan zuidoostwaarts nabij Albany in de Lower Great Southern Region, liggen de wijngaarden in een mild klimaat waar de temperaturen iets lager zijn dan in andere Australische wijngebieden.
Tasmanië

Het klimaat op Tasmanië is veel koeler dan in Australië. Hoewel er nog weinig wijnbouw is worden er al wel goede resultaten behaald. Er komt vooral witte wijn vandaan een beetje rode en sinds kort ook goede mousserende wijn.

## De druiven
In 2014 werd 1,7 miljoen ton aan druiven verwerkt voor de productie van wijn. Dit was gelijk aan het gemiddelde over de laatste zeven oogstjaren. Er werden bijna evenveel blauwe als witte druiven geoogst. De drie meest geoogste blauwe druiven waren: Syrah (424.000 ton); Cabernet sauvignon (230.000) en Merlot (117.000). Bij de witte druiven was de Chardonnay met 355.000 ton het meest populair, gevolgd door de Sauvignon blanc (95.000 ton) en Sémillon. De oogst was voldoende voor een wijnproductie van 1,2 miljard liter.
Veelgebruikte druivenrassen zijn:

Blauwe druiven: Syrah, die hier oorspronkelijke Hermitage wordt genoemd, Cabernet sauvignon, Merlot en tegenwoordig ook Pinot noir.

Witte druiven: Chardonnay en Sémillon, maar Riesling, hier Rhine Riesling genoemd, is in opkomst.
Vanwege de warmte en vele zonneschijn kunnen druiven goed rijpen en leveren daarom alcoholrijke wijnen. Veel zoete wijnen komen vooral uit Victoria en West-Australië. Er wordt met succes steeds meer droge, vooral witte wijn gemaakt.